# Synixais fuscomaculata
Synixais fuscomaculata är en skalbaggsart som beskrevs av Aurivillius 1911. Synixais fuscomaculata ingår i släktet Synixais och familjen långhorningar. Inga underarter finns listade i Catalogue of Life.